# Зоделава Івліан Самсонович
Івліан Самсонович Зоделава (1916, село Ахуті, тепер Чхороцкуський муніципалітет, Грузія — ?) — грузинський радянський комсомольський діяч, 1-й секретар ЦК ЛКСМ Грузії, 1-й заступник голови Ради міністрів Грузинської РСР. Депутат Верховної ради Грузинської РСР 2-го скликання. Депутат Верховної Ради СРСР 3-го скликання.

## Життєпис
Народився в селянській родині. Закінчив середню школу.
У 1940 році закінчив будівельний факультет Грузинського індустріального інституту в Тбілісі.
Член ВКП(б) з 1940 року.
З 1940 по 1942 рік працював інженером-будівельником.
До лютого 1943 року — інструктор Сталінського районного комітету КП(б) Грузії міста Тбілісі.
З лютого 1943 по 1945 рік — інструктор, завідувач сектору відділу кадрів ЦК КП(б) Грузії.
У 1945 — серпні 1946 року — 2-й секретар ЦК ЛКСМ Грузії.
У серпні 1946 — січні 1952 року — 1-й секретар ЦК ЛКСМ Грузії.
15 квітня 1953 — 16 січня 1954 року — 1-й заступник голови Ради міністрів Грузинської РСР.
Подальша доля невідома.

## Нагороди
- орден Леніна (28.10.1948)
- орден Червоної Зірки
- медаль «За оборону Кавказу»
- медаль «За доблесну працю у Великій Вітчизняній війні 1941—1945 рр.»
- медалі